# Carolina 500 1967
Carolina 500 1967 var ett stockcarlopp ingående i Nascar Grand National Series (nuvarande Nascar Cup Series) som kördes 18 juni 1967 på den 1,0 mile (1,609 km) långa ovalbanan North Carolina Motor Speedway i Rockingham i North Carolina. Totalt avverkades 500 miles (804,672 km) fördelat på 500 varv. Banunderlaget var asfalt. Loppet vanns av Richard Petty i en Plymouth på tiden 4:46.35 körande för Petty Enterprises. Pettys snitthastighet uppgick till 104,682 mph. Han var vid målgång ensam förare på ledarvarvet, ett varv före tvåan Buddy Baker. Det var Pettys 59:e vinst av totalt 200 i karriären. Prispotten uppgick till 63 975 dollar, varav 16 175 dollar gick till segraren.

## Resultat
| Plc     | Nr | Förare            | Team/ bilägare              | Konstruktör | Start | Varv | Ledda varv |
| ------- | -- | ----------------- | --------------------------- | ----------- | ----- | ---- | ---------- |
| 1       | 43 | Richard Petty     | Petty Enterprises           | Plymouth    | 2     | 500  | 249        |
| 2       | 3  | Buddy Baker       | Fox Racing                  | Dodge       | 3     | 499  | 214        |
| 3       | 29 | Dick Hutcherson   | Bondy Long                  | Ford        | 1     | 498  | 25         |
| 4       | 21 | Cale Yarborough   | Wood Brothers Racing        | Ford        | 4     | 496  | 0          |
| 5       | 26 | Darel Dieringer   | Junior Johnson & Associates | Ford        | 10    | 494  | 0          |
| 6       | 1  | Paul Lewis        | King Enterprises            | Dodge       | 17    | 488  | 0          |
| 7       | 37 | Charlie Glotzbach | K&K Insurance Racing        | Dodge       | 11    | 485  | 0          |
| 8       | 48 | James Hylton      | Bud Hartje                  | Dodge       | 15    | 482  | 0          |
| 9       | 4  | John Sears        | DeWitt Racing               | Ford        | 14    | 477  | 0          |
| 10      | 14 | Jim Paschal       | Tom Friedkin                | Plymouth    | 5     | 473  | 0          |
| 11      | 63 | Bill Dennis       | Bob Adams                   | Ford        | 42    | 456  | 0          |
| 12      | 99 | Paul Goldsmith    | Nichels Engineering         | Plymouth    | 8     | 453  | 1          |
| 13      | 20 | Clyde Lynn        | Negre Racing                | Ford        | 24    | 449  | 0          |
| 14      | 76 | Earl Brooks       | Don Culpepper               | Ford        | 32    | 437  | 0          |
| 15      | 01 | Paul Dean Holt    | Dennis Holt                 | Ford        | 38    | 401  | 0          |
| 16      | 71 | Bobby Isaac       | K&K Insurance Racing        | Dodge       | 7     | 382  | 0          |
| 17      | 87 | Buck Baker        | Buck Baker Racing           | Ford        | 21    | 351  | 0          |
| 18      | 16 | LeeRoy Yarbrough  | Bud Moore Engineering       | Mercury     | 6     | 349  | 11         |
| 19      | 91 | Neil Castles      | Neil Castles                | Plymouth    | 44    | 325  | 0          |
| 20      | 8  | Ed Negre          | Negre Racing                | Ford        | 36    | 322  | 0          |
| 21      | 17 | David Pearson     | Holman Moody                | Ford        | 12    | 307  | 0          |
| 22      | 9  | Roy Tyner         | Truett Rodgers              | Chevrolet   | 31    | 283  | 0          |
| 23      | 02 | [Doug Cooper      | Bob Cooper                  | Chevrolet   | 41    | 276  | 0          |
| 24      | 64 | Elmo Langley      | Langley-Woodfield Racing    | Ford        | 18    | 235  | 0          |
| 25      | 92 | Bobby Wawak       | Wawak Racing                | Plymouth    | 16    | 222  | 0          |
| 26      | 46 | Roy Mayne         | Tom Hunter                  | Chevrolet   | 27    | 220  | 0          |
| 27      | 97 | Henley Gray       | Gray Racing                 | Ford        | 29    | 211  | 0          |
| 28      | 25 | Jabe Thomas       | Robertson Racing            | Ford        | 43    | 194  | 0          |
| 29      | 45 | Bill Seifert      | Seifert Racing              | Ford        | 30    | 171  | 0          |
| 30      | 34 | Wendell Scott     | Scott Racing                | Ford        | 34    | 159  | 0          |
| 31      | 49 | G.C. Spencer      | GC Spencer Racing           | Plymouth    | 13    | 148  | 0          |
| 32      | 74 | Tiny Lund         | Turkey Minton               | Chevrolet   | 40    | 139  | 0          |
| 33      | 18 | Dick Johnson      | Dick Johnson                | Ford        | 23    | 136  | 0          |
| 34      | 38 | Wayne Smith       | Archie Smith                | Chevrolet   | 28    | 75   | 0          |
| 35      | 03 | Johnny Allen      | Harold Mays                 | Chevrolet   | 26    | 71   | 0          |
| 36      | 6  | Bobby Allison     | Owens Racing                | Dodge       | 9     | 70   | 0          |
| 37      | 07 | George Davis      | George Davis                | Chevrolet   | 37    | 34   | 0          |
| 38      | 79 | Frank Warren      | Harold Rhodes               | Chevrolet   | 22    | 31   | 0          |
| 39      | 67 | Buddy Arrington   | Arrington Racing            | Dodge       | 33    | 23   | 0          |
| 40      | 7  | Bobby Johns       | Shorty Johns                | Chevrolet   | 20    | 11   | 0          |
| 41      | 62 | Ken Spikes        | Harold Collins              | Pontiac     | 39    | 9    | 0          |
| 42      | 80 | Gary Sain         | i.u.                        | Chevrolet   | 35    | 7    | 0          |
| 43      | 05 | Armond Holley     | Robert Harper               | Chevrolet   | 19    | 3    | 0          |
| 44      | 11 | J.T. Putney       | J.T. Putney                 | Chevrolet   | 25    | 2    | 0          |
| Källor: |    |                   |                             |             |       |      |            |